# Fixação de fluxo

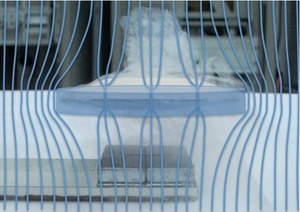
Fixação de Fluxo: Diagrama do Tubo de Fluxo

A fixação de fluxo é um fenômeno que ocorre quando os vórtices de fluxo em um supercondutor tipo II são impedidos de se mover dentro da massa do supercondutor, de modo que as linhas do campo magnético sejam "fixadas" nesses locais.  O supercondutor deve ser um supercondutor do tipo II porque os supercondutores do tipo I não podem ser penetrados por campos magnéticos.  Alguns supercondutores do tipo I podem experimentar os efeitos da fixação de fluxo se forem finos o suficiente. Se a espessura do material for comparável à profundidade de penetração de London, o campo magnético pode passar pelo material. O ato de penetração magnética é o que torna possível a fixação de fluxo. Em campos magnéticos mais altos (acima de Hc1 e abaixo de Hc2), o supercondutor permite que o fluxo magnético entre em pacotes quantizados cercados por um vórtice de corrente supercondutora. Esses locais de penetração são conhecidos como tubos de fluxo. O número de tubos de fluxo por unidade de área é proporcional ao campo magnético com uma constante de proporcionalidade igual ao quantum do fluxo magnético. Em um disco simples de 76 milímetros de diâmetro e 1 micrômetro de espessura, próximo a um campo magnético de 28 kA/m, existem aproximadamente 100 bilhões de tubos de fluxo que suportam 70.000 vezes o peso do supercondutor. Em temperaturas mais baixas, os tubos de fluxo são fixados no lugar e não podem se mover. Essa fixação é o que mantém o supercondutor no lugar, permitindo que ele levite. Esse fenômeno está intimamente relacionado ao efeito Meissner, embora com uma diferença crucial - o efeito Meissner protege o supercondutor de todos os campos magnéticos que causam repulsão, ao contrário do estado fixado do disco supercondutor que fixa o fluxo e o supercondutor nos lugares.

## Importância da fixação de fluxo
A fixação de fluxo é desejável em supercondutores cerâmicos de alta temperatura para evitar "flux creep", que pode criar uma pseudo-resistência e diminuir a densidade de corrente crítica e o campo crítico.